# Ceracris jiangxiensis
Ceracris jiangxiensis är en insektsart som beskrevs av Wang, Yuwen 1992. Ceracris jiangxiensis ingår i släktet Ceracris och familjen gräshoppor. Inga underarter finns listade i Catalogue of Life.